# Sauce for the Goose (film 1913 Lytton)
Sauce for the Goose è un cortometraggio muto del 1913 diretto da L. Rogers Lytton, Wilfrid North e James Young.

## Produzione
Il film fu prodotto dalla Vitagraph Company of America.

## Distribuzione
Distribuito dalla General Film Company, il film - un cortometraggio in una bobina - uscì nelle sale cinematografiche statunitensi il 12 settembre 1913.